# Gubbi
Gubbi, connue auparavant comme Amaragonda, est une ville du district de Tumkur, dans l'État de Karnataka, en Inde. 

## Géographie
Gubbi se trouve à 20 km de Tumkur et à 90 km de Bangalore, le long de la route nationale 206 (en).
Sa municipalité comprend 17 quartiers et le même nombre de conseillers.
Sa population est estimée à 26 000 habitants en 2024 (18 446 selon le recensement de 2011) et sa superficie totale est de 6,67 km2.